# Schwarzrückige Gemüsewanze

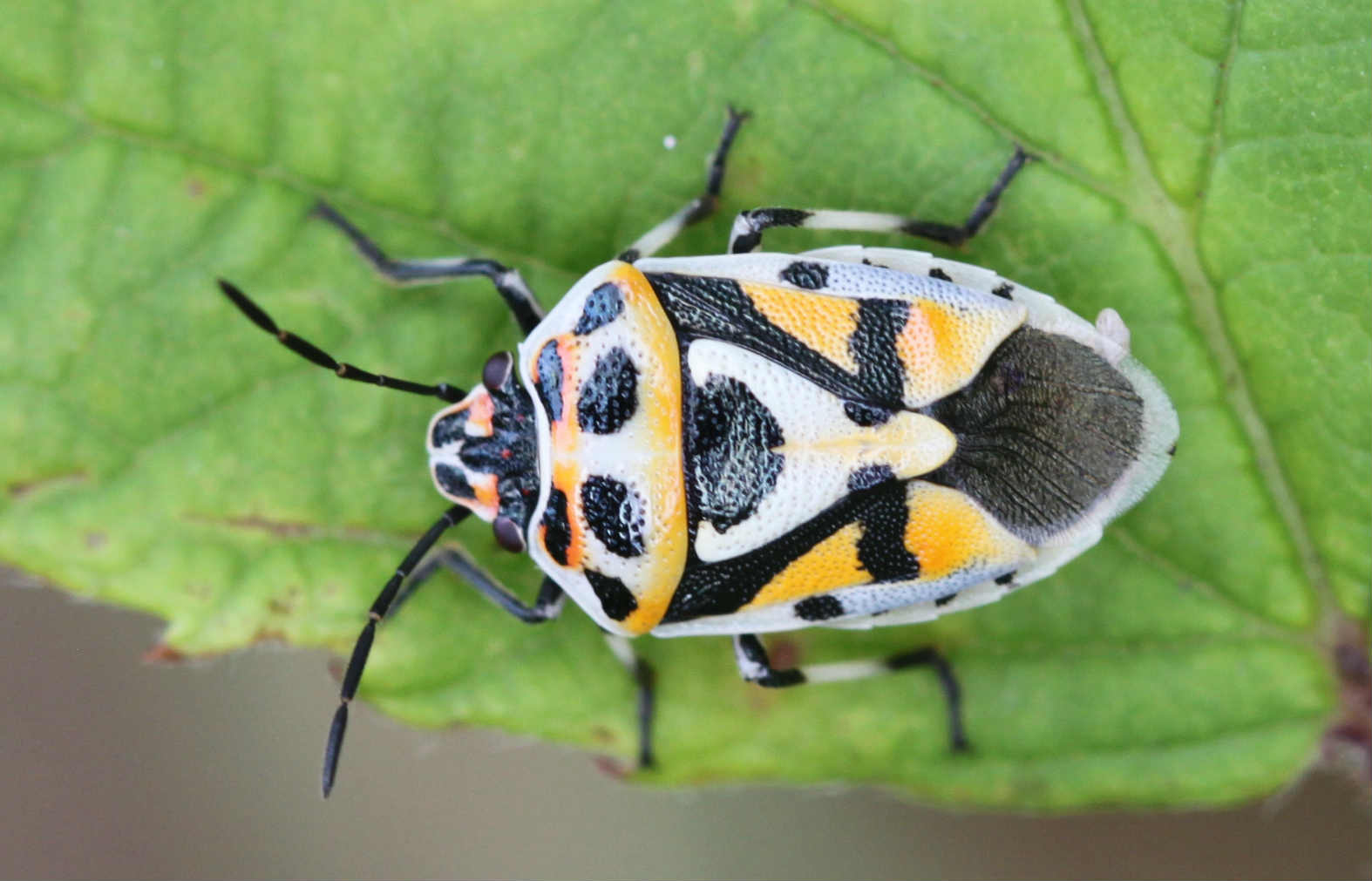
Farbmorphe mit weißlich-gelber Grundfarbe

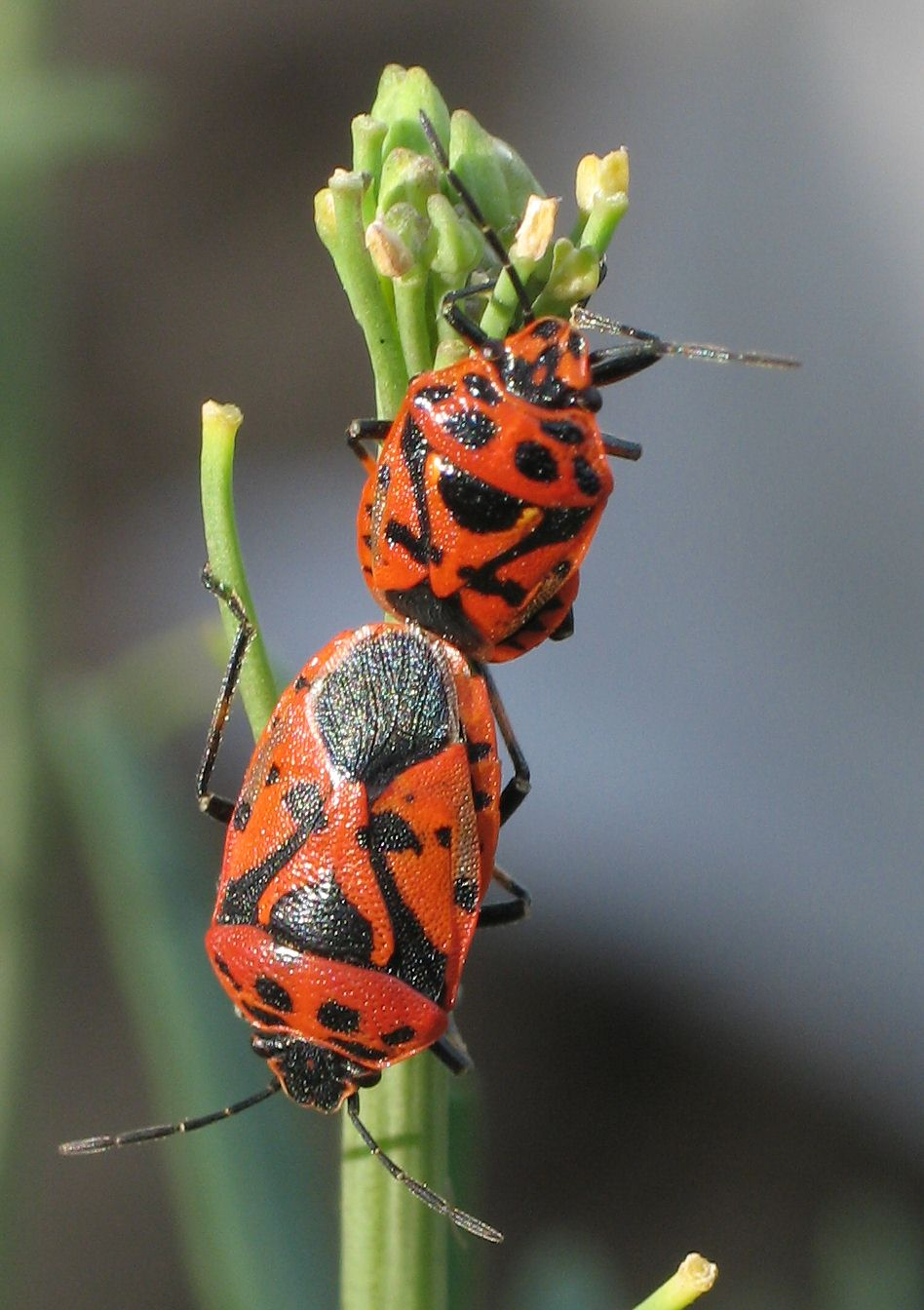
Paarung

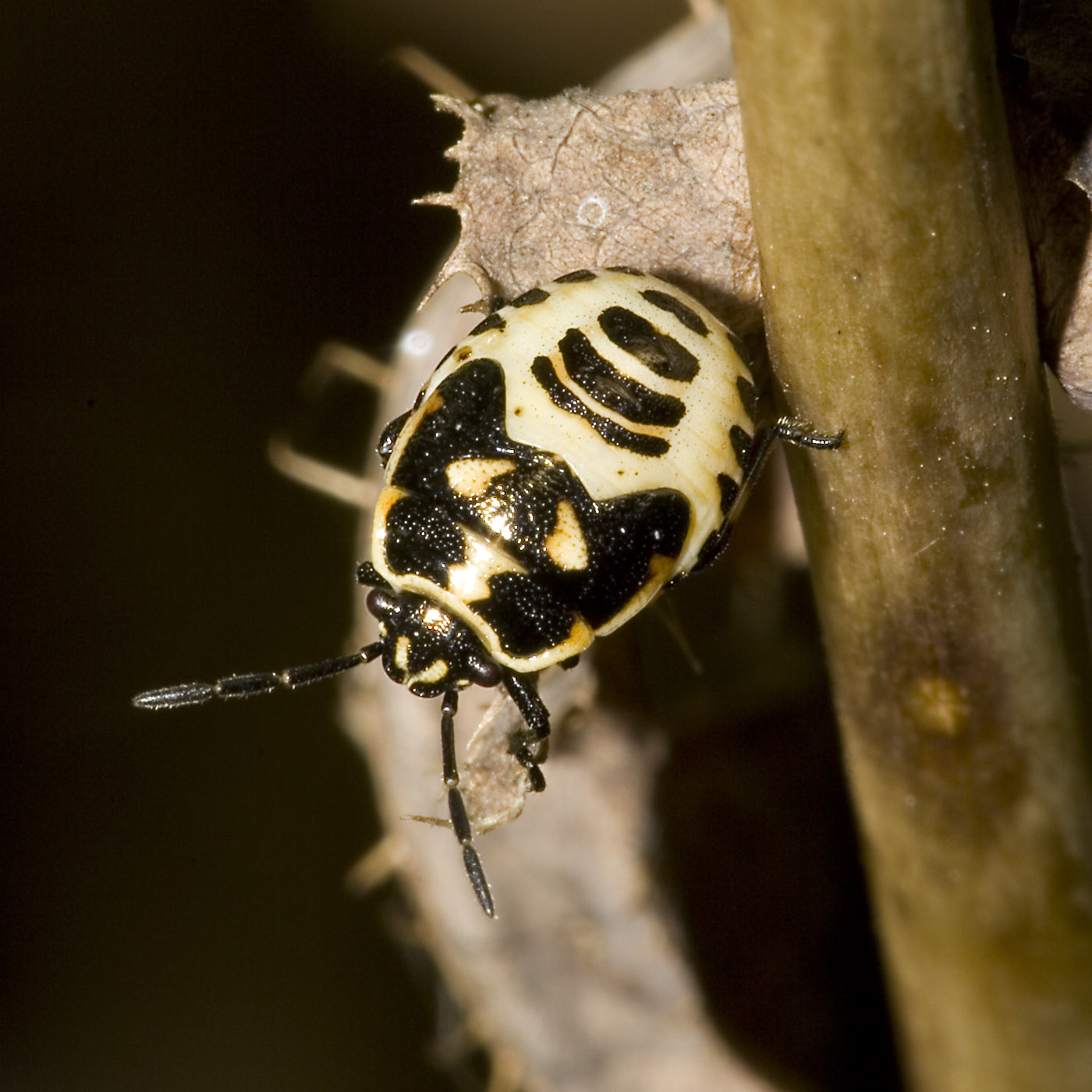
Nymphe

Die Schwarzrückige Gemüsewanze oder Schmuckwanze (Eurydema ornata, Syn.: Eurydema ornatum) ist eine Wanze aus der Familie der Baumwanzen (Pentatomidae).

## Merkmale
Die Wanzen werden 7,0 bis 9,0 Millimeter lang. Sie sind auffällig rot und schwarz gefärbt. Der Halsschild trägt sechs schwarze Flecken, die auch ineinander fließen können; das Schildchen (Scutellum) nur einen großen schwarzen Fleck. Die Halbdecken (Hemielytren) zeigen jeweils einen großen hakenförmigen Fleck neben einem weiteren kleineren kurz vor der schwarzen, als Membran bezeichneten, Flügelspitze. Man kann die rot-schwarz gefärbte Farbmorphe von der sehr ähnlichen Zierlichen Gemüsewanze (Eurydema dominulus) durch die dunklen Flecken entlang dem Rand des Coriums der Hemielytren unterscheiden, die der Schwarzrückigen Gemüsewanze fehlen. Es werden häufig unterschiedliche Farbmorphen ausgebildet; so gibt es eine mit weißlich-gelber Grundfarbe.

## Verbreitung und Lebensraum
Die Art ist von Nordafrika über den gesamten Mittelmeerraum bis in den Süden Skandinaviens und östlich bis in den Süden Sibiriens, Zentralasien, in die Mongolei und China sowie in die Orientalis nach Pakistan und Indien verbreitet. Die Art ist neuerdings auch von den Britischen Inseln nachgewiesen, wo sie auf den Kanalinseln und den Küstengebieten von Dorset, Hampshire und Sussex auftritt. Sie ist vermutlich auch in anderen Teilen Südenglands verbreitet. In Deutschland ist die Art weit verbreitet, sie ist im Norden aber seltener als im Süden. Im Tiefland des Nordwestens ist sie nur noch vereinzelt verbreitet. In Österreich tritt die Art überall häufig auf. Besiedelt werden ähnliche Lebensräume wie bei der Kohlwanze (Eurydema oleracea), die Schwarzrückige Gemüsewanze ist jedoch wärmebedürftiger und besiedelt daher in der Regel trockenere und wärmere Gegenden.

## Lebensweise
In Mitteleuropa tritt pro Jahr nur eine Generation auf, man kann in günstigen Jahren jedoch auch im Hochsommer oder Herbst weitere Paarungen und Eiablagen beobachten, wobei die Entwicklung dieser Generation vermutlich nicht vollständig werden kann. Die Überwinterung erfolgt als Imago. Die Wanzen fressen an Kreuzblütlern (Brassicaceae), wie etwa Kressen (Lepidium), Rettiche (Raphanus) oder Kohl (Brassica).

## Belege